# Ludia erosifolia
Ludia erosifolia är en videväxtart som beskrevs av Herman Otto Sleumer. Ludia erosifolia ingår i släktet Ludia och familjen videväxter. Inga underarter finns listade i Catalogue of Life.